# Rastow
Rastow  är en kommun i det nordtyska förbundslandet Mecklenburg-Vorpommern.
Kommunen ingår i kommunalförbundet Amt Ludwigslust-Land tillsammans med kommunerna Alt Krenzlin, Bresegard bei Eldena, Göhlen, Groß Laasch, Lübesse, Lüblow, Sülstorf, Uelitz, Warlow och Wöbbelin.

## Geografi
Kommunen är belägen mellan Ludwigslust och Schwerin i distriktet Ludwigslust-Parchim.  
Kommunen har följande ortsdelar: Rastow, Fahrbinde,  Kraak, Kulow och Pulverhof.

## Historia

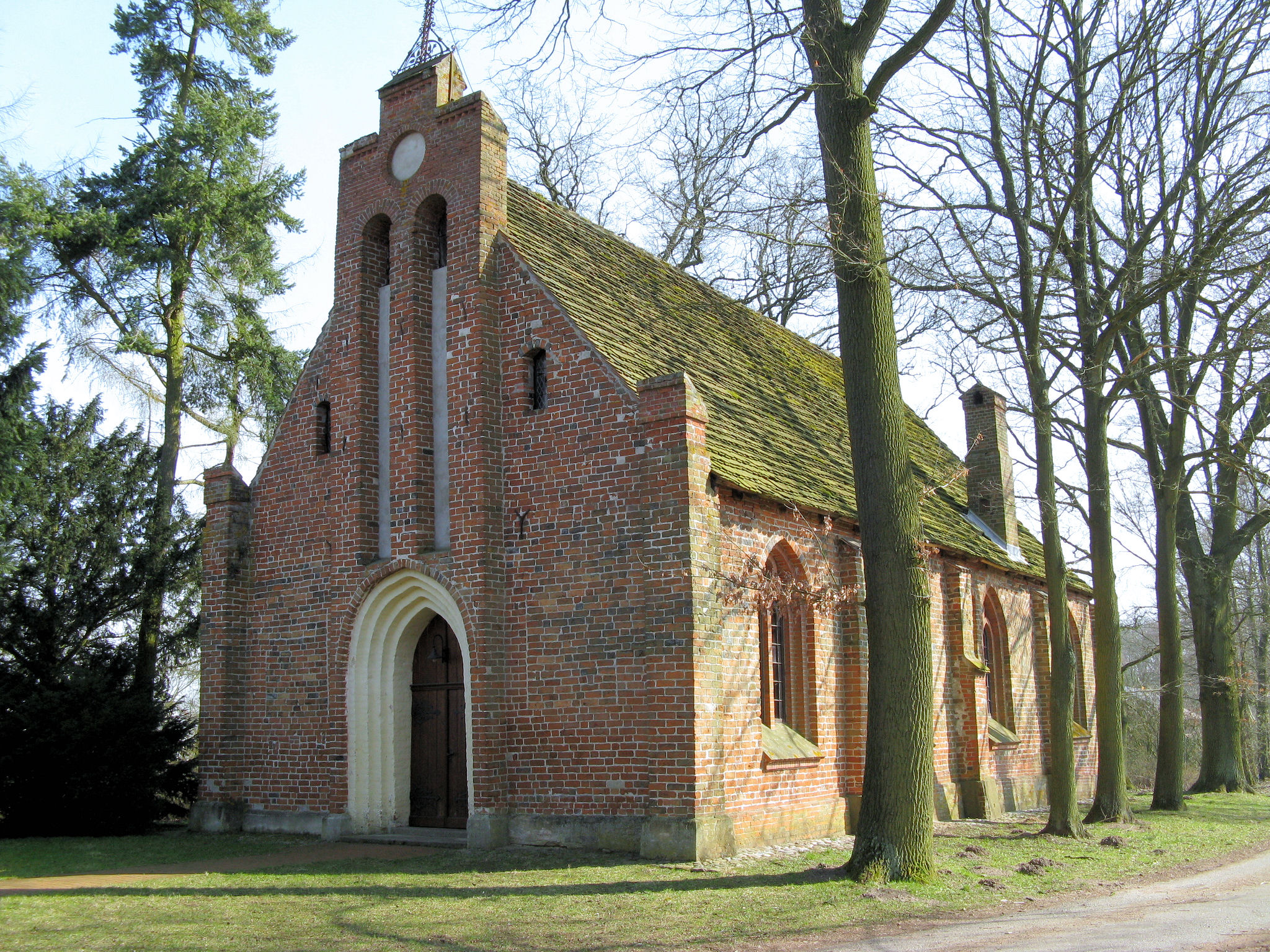
Kyrka i ortsdelen Kraak

Rastow och Kraak omnämns för första gången 1227 och Fahrbinde 1333. 
Kommunen Rastow inkorporerade Kraak 1974 och Fahrbinde 2005.

### Befolkningsutveckling
Befolkningsutveckling  i Rastow
Källa:

## Kommunikationer
Genom ortsdelen Fahrbinde går förbundsvägen (tyska: Bundesstraße) B 106 och söder om kommunen passerar motorvägen (tyska:Autobahn) A 24. 
Rastow ligger vid järnvägslinjen Wismar/Schwerin-Ludwigslust/Berlin, som trafikeras av regionaltåg.